# Prva makedonska fudbalska liga 2015-2016
La Prva makedonska fudbalska liga 2015-2016 è stata la 24ª stagione del massimo campionato macedone di calcio. Il torneo è iniziato il 9 agosto 2015 e si è concluso nel maggio 2016. Il titolo è stato vinto dal Vardar.

## Regolamento
Il format dell'anno passato viene mantenuto: le due retrocessioni di Teteks e Pelister hanno lasciato il posto alle promozioni di Mladost Carev Dvor e Shkupi. Le dieci squadre si affrontano in un girone di andata e ritorno, dopo il quale le prime sei sono ammesse alla poule scudetto per decidere la squadra campione di Macedonia, ammessa al secondo turno di qualificazione della UEFA Champions League 2016-2017, e la seconda e la terza classificata che si qualificano al primo turno di qualificazione della UEFA Europa League 2016-2017.

Le ultime quattro classificate si affrontano poi in una poule retrocessione. Le ultime due retrocedono in Vtora Liga.

## Squadre partecipanti
| Squadra            | Città      | Classifica 2014-2015   |
| ------------------ | ---------- | ---------------------- |
| Bregalnica Štip    | Štip       | 7º posto               |
| Metalurg Skopje    | Skopje     | 6º posto               |
| Mladost Carev Dvor | Carev Dvor | 2º posto in Vtora Liga |
| Rabotnički         | Skopje     | 2º posto               |
| Renova             | Džepčište  | 4º posto               |
| Sileks Kratovo     | Kratovo    | 5º posto               |
| Shkupi             | Skopje     | 1º posto in Vtora Liga |
| Škendija           | Tetovo     | 3º posto               |
| Turnovo            | Turnovo    | 8º posto               |
| Vardar             | Skopje     | Campione               |

## Classifica
|  | Pos. | Squadra            | Pt | G  | V  | N  | P  | GF | GS | DR  |
|  | ---- | ------------------ | -- | -- | -- | -- | -- | -- | -- | --- |
|  | 1.   | Vardar             | 65 | 27 | 20 | 5  | 2  | 59 | 15 | +44 |
|  | 2.   | Škendija           | 63 | 27 | 19 | 6  | 2  | 62 | 21 | +41 |
|  | 3.   | Sileks Kratovo     | 40 | 27 | 11 | 7  | 9  | 32 | 32 | 0   |
|  | 4.   | Shkupi             | 38 | 27 | 9  | 11 | 7  | 28 | 25 | +3  |
|  | 5.   | Rabotnički         | 36 | 27 | 8  | 12 | 7  | 32 | 26 | +6  |
|  | 6.   | Bregalnica Štip    | 33 | 27 | 8  | 9  | 10 | 38 | 43 | -5  |
|  | 7.   | Turnovo            | 33 | 27 | 8  | 9  | 10 | 32 | 42 | -10 |
|  | 8.   | Renova             | 31 | 27 | 8  | 7  | 12 | 33 | 37 | -4  |
|  | 9.   | Metalurg Skopje    | 16 | 27 | 4  | 4  | 19 | 20 | 48 | -28 |
|  | 10.  | Mladost Carev Dvor | 16 | 27 | 5  | 1  | 21 | 18 | 65 | -47 |

Legenda:

      Ammessa alla poule scudetto

      Ammesse alla poule retrocessione

## Risultati
|                    | Bre     | Met     | MCa     | Rab     | Ren     | Sil     | Shk     | Ške     | Tur     | Var     |
| ------------------ | ------- | ------- | ------- | ------- | ------- | ------- | ------- | ------- | ------- | ------- |
| Bregalnica Štip    | ––––    | 0-2     | 2-3     | 1-0 2-1 | 3-2     | 1-1     | 1-2     | 0-2 0-3 | 3-0     | 0-2     |
| Metalurg Skopje    | 0-3     | ––––    | 1-2     | 0-0 1-2 | 2-0     | 1-3     | 0-1     | 0-3     | 2-2     | 0-1     |
| Mladost Carev Dvor | 1-4     | 1-5     | ––––    | 0-3     | 1-0     | 3-1 0-1 | 0-2 0-1 | 1-1     | 2-1     | 0-1     |
| Rabotnički         | 0-0     | 2-0     | 2-0 2-1 | ––––    | 1-1     | 2-0     | 1-1     | 2-4     | 4-2     | 1-1     |
| Renova             | 1-1     | 2-0 4-1 | 1-0     | 3-1     | ––––    | 2-1     | 1-1     | 0-0     | 5-2     | 0-0     |
| Sileks Kratovo     | 2-0 2-2 | 3-1     | 3-0     | 0-0     | 1-0     | ––––    | 1-0     | 3-1     | 1-1     | 0-3     |
| Shkupi             | 0-0     | 0-0 1-0 | 5-0     | 1-1     | 3-0 1-0 | 0-0     | ––––    | 0-2     | 1-1     | 0-3     |
| Škendija           | 5-1     | 2-0     | 3-1     | 1-1     | 3-1     | 3-1     | 3-1     | ––––    | 2-2 2-0 | 1-3     |
| Turnovo            | 2-0     | 1-1     | 1-0     | 2-2     | 4-0     | 0-0 2-1 | 0-0     | 0-3     | ––––    | 2-1 0-1 |
| Vardar             | 3-1     | 1-0     | 6-0     | 2-1     | 2-0 4-1 | 4-0     | 2-2     | 0-0 1-1 | 5-1     | ––––    |

## Classifica marcatori
Aggiornata al 24 dicembre 2015
| Gol |  |  | Giocatore       | Squadra    |
| --- |  |  | --------------- | ---------- |
| 13  |  |  | Baže Ilijoski   | Rabotnički |
| 12  |  |  | Besart Ibraimi  | Škendija   |
| 11  |  |  | Ferhan Hasani   | Škendija   |
| 8   |  |  | Dejan Blaževski | Vardar     |
| 8   |  |  | Saško Pandev    | Turnovo    |

## Poule scudetto

### Classifica
|                               | Pos. | Squadra         | Pt | G  | V  | N  | P  | GF | GS | DR  |
| ----------------------------- | ---- | --------------- | -- | -- | -- | -- | -- | -- | -- | --- |
| Macedonia del Nord (bandiera) | 1.   | Vardar          | 74 | 30 | 23 | 5  | 2  | 64 | 17 | +47 |
|                               | 2.   | Škendija        | 69 | 30 | 21 | 6  | 3  | 68 | 23 | +45 |
|                               | 3.   | Sileks Kratovo  | 43 | 30 | 12 | 7  | 11 | 34 | 36 | -2  |
|                               | 4.   | Rabotnički      | 42 | 30 | 10 | 12 | 8  | 36 | 28 | +8  |
|                               | 5.   | Shkupi          | 38 | 30 | 9  | 11 | 10 | 28 | 29 | -1  |
|                               | 6.   | Bregalnica Štip | 36 | 30 | 9  | 9  | 12 | 41 | 48 | -7  |

Legenda:

      Campione di Macedonia e ammessa alla UEFA Champions League 2016-2017

      Ammesse alla UEFA Europa League 2016-2017

Note:

Tre punti a vittoria, uno a pareggio, zero a sconfitta.

### Risultati
|                 | Bre  | Rab  | Sil  | Shk  | Ske  | Var  |
| --------------- | ---- | ---- | ---- | ---- | ---- | ---- |
| Bregalnica Štip | –––– | -    | -    | 2-0  | -    | -    |
| Rabotnički      | -    | –––– | 2-0  | -    | -    | -    |
| Sileks Kratovo  | -    | -    | –––– | 1-0  | -    | 1-2  |
| Shkupi          | -    | 0-1  | -    | –––– | -    | -    |
| Škendija        | 3-0  | 3-1  | -    | -    | –––– | -    |
| Vardar          | 2-1  | -    | -    | -    | 1-0  | –––– |

## Poule retrocessione

### Classifica
|  | Pos. | Squadra            | Pt | G  | V  | N  | P  | GF | GS | DR  |
|  | ---- | ------------------ | -- | -- | -- | -- | -- | -- | -- | --- |
|  | 1.   | Turnovo            | 43 | 31 | 11 | 10 | 10 | 40 | 42 | -2  |
|  | 2.   | Renova             | 41 | 31 | 11 | 8  | 12 | 44 | 42 | +2  |
|  | 3.   | Mladost Carev Dvor | 19 | 31 | 6  | 1  | 24 | 22 | 73 | -51 |
|  | 4.   | Metalurg Skopje    | 16 | 31 | 4  | 4  | 23 | 23 | 61 | -38 |

Legenda:

      Retrocesse in Vtoria Liga 2016-2017
Note:

Tre punti a vittoria, uno a pareggio, zero a sconfitta.

### Risultati
|                 | CDv  | Met  | Ren  | Tur  |
| --------------- | ---- | ---- | ---- | ---- |
| Carev Dvor      | –––– | 2-0  | -    | 0-2  |
| Metalurg Skopje | -    | –––– | 2-3  | 0-4  |
| Renova          | 4-2  | 3-1  | –––– | -    |
| Turnovo         | 2-0  | -    | 0-0  | –––– |

## Verdetti
- Retrocesse in Vtora Liga:  Metalurg Skopje e  Mladost Carev Dvor